# Hrabstwo Chittenden
Hrabstwo Chittenden (ang. Chittenden County) – hrabstwo w stanie Vermont w Stanach Zjednoczonych. Obszar całkowity hrabstwa obejmuje powierzchnię 619,64 mil² (1604,86 km²). Według szacunków United States Census Bureau w roku 2009 miało 156 545 mieszkańców.
Hrabstwo powstało w 1787 roku. 

## Miasta (city)
- Burlington
- Essex Junction
- South Burlington
- Winooski

## Gminy (town)
- Bolton
- Charlotte
- Colchester
- Essex
- Hinesburg
- Huntington
- Jericho
- Milton
- Richmond
- Shelburne
- St. George
- Underhill
- Westford
- Williston[4]

## Wsie (village)
- Jericho[4]

## CDP
- Hinesburg
- Milton
- Richmond
- Shelburne[4]

| Populacja hrabstwa w poprzednich latach | Populacja hrabstwa w poprzednich latach |
| Rok                                     | Liczba ludności                         |
| --------------------------------------- | --------------------------------------- |
| 1980                                    | 115 598                                 |
| 1990                                    | 131 761                                 |
| 2000                                    | 146 571                                 |
| 2005                                    | 149 613                                 |